# Peter Hollingworth
Peter Hollingworth (ur. 10 kwietnia 1935 w Adelaide) – australijski duchowny anglikański, w latach 2001–2003 23. gubernator generalny Australii.

## Życiorys

### Posługa kapłańska
W latach 50. odbył obowiązkową służbę wojskową (National Service) i to pracując w biurze kapelana Hollingworth odkrył w sobie powołanie i postanowił zostać kapłanem. Ukończył studia na Uniwersytecie w Melbourne w 1960 i został diakonem, a później pastorem w kościele St. Mary’s w Melbourne. Związał się z „Bractwem św. Wawrzyńca” pracującym na rzecz biednych, za którą to pracę otrzymał najwyższe odznaczenia państwowe. Został także dyrektorem tego stowarzyszenia. W 1989 został wybrany na arcybiskupa Brisbane.

### Gubernator generalny Australii
W maju 2001 premier John Howard ogłosił kontrowersyjną nominację Hollinghwortha na gubernatora generalnego Australii, a ceremonia zaprzysiężenia odbyła się 29 czerwca tego roku. Wiele osób uważało, że osoba duchowna nie powinna była zostać wybrana na stanowisko głowy państwa. Krytykowano także styl bycia Hollingwortha, był on nazywany „najbardziej próżną osobą w Australii”.
Pod koniec 2001 wyszło na jaw, że rzekomo po ujawnieniu przypadków pedofilii w szkole, która należała do diecezji Hollinghwortha, nie powziął on żadnych kroków zmierzających do wyjaśnienia tej sprawy. Przy narastającej krytyce ze strony mediów i bardzo negatywnie nastawionej opinii publicznej Hollinghworth zrezygnował z pełnienia funkcji gubernatora w maju 2003.

## Odznaczenia
- Kawaler Orderu Australii (2001)[1]
- Oficer Orderu Australii (1988)[2]
- Oficer Orderu Imperium Brytyjskiego (1976)[3]
- Medal Stulecia (2001)[4]